# Marcel Grauf
Marcel Karl-Heinz Grauf (* 1987) ist ein rechtsextremer Aktivist, ehemaliger Mitarbeiter der baden-württembergischen AfD-Landtagsabgeordneten Christina Baum und Heiner Merz und Mitinhaber eines burschenschaftlich ausgerichteten Verlages in Niestetal. Bekannt geworden ist er durch menschenverachtende und volksverhetzende Äußerungen in den sozialen Medien.

## Leben
Marcel Grauf studierte Politikwissenschaft an den Universitäten Marburg und Innsbruck und legte erfolgreich die Master-Prüfung ab.

### NPD
Grauf war NPD-Mitglied. Im Mai 2009 unterzeichnete er als „Landesorganisationsleiter der NPD-Jugendorganisation Junge Nationaldemokraten“ ein Schreiben, mit dem zu einer Schulung im Raum Schwäbisch Hall eingeladen wurde. Noch 2016 engagierte er sich im Landtagswahlkampf der Nationaldemokraten (heute: Die Heimat).

### Wissenschaftlicher Mitarbeiter bei AfD-Landtagsabgeordneten
Im Jahr 2017 trat Grauf als Wissenschaftlicher Mitarbeiter in die Dienste der baden-württembergischen AfD-Landtagsabgeordneten Christina Baum und Heiner Merz. Baum war in der 17. Legislaturperiode (2016–2021) Mitglied des Landtags in Stuttgart und wurde anschließend in den Deutschen Bundestag gewählt. Merz, der im selben Zeitraum Abgeordneter und zeitweilig auch AfD-Fraktionsvorsitzender war, verließ im Juli Partei und Fraktion. Nach einer Einschätzung von Joachim F. Thornau war es Graufs Mitgliedschaft in der Marburger Germania, die ihm – trotz seiner ehemaligen Mitgliedschaft in der NPD – den Weg in die Abgeordnetenbüros bahnte. Als Vermittler könnte Philip Stein, „Bundesbruder“ und späterer Leiter des rechtsextremen Kampagnennetzwerks Ein Prozent, in Frage kommen.

### Veröffentlichung der Chatprotokolle 2013 bis 2017
Einer breiteren Öffentlichkeit bekannt wurde Marcel Grauf, nachdem die Online-Wochenzeitung Kontext seinen vierjährigen Chatverkehr aus den sozialen Medien veröffentlicht hatte. Graufs Chatpartner waren „Mitarbeiter bekannter AfD-Politiker, Neurechte, NPD-Funktionäre und Mitglieder rechter Studentenverbindungen“. Kontext veröffentlichte nur eine Auswahl der rassistischen, antisemitischen und behindertenfeindlichen Chatkommentare Graufs. Im Folgenden werden nur einige wenige Beispiele genannt.
Als im Jahr 2015 syrische Flüchtlinge in großer Zahl nach Deutschland kamen, schrieb Grauf: „Ich bin so voller Hass. Die Belästigungen werden auch immer mehr. Ich würde niemanden verurteilen, der ein bewohntes Asylantenheim anzündet.“ Migranten nennt er in seinen Postings „Refutschies“ oder „Asylneger“. Im Zusammenhang der Legidademonstrationen 2015 erklärte Grauf: „Ich wünsche mir so sehr einen Bürgerkrieg und Millionen Tote. Frauen, Kinder. Mir egal. Hauptsache es geht los. Insbesondere würde ich laut lachen, wenn sowas auf der Gegendemo passieren würde. Tote, Verkrüppelte. Es wäre so schön. Ich will auf Leichen pissen und auf Gräbern tanzen. SIEG HEIL!“ Als im Umfeld der Burschenschafter eine auf den Rollstuhl angewiesene Frau starb, empörten sich Grauf und ein Chatpartner darüber, wie alle „ausrasten“, weil „die Behinderte verreckt ist“. Daraufhin schickte jemand Grauf einen Link zum Wikipedia-Artikel Tötungsanstalt Hadamar. In einer anderen Chatunterhaltung fragte Grauf einen Bekannten: „Würdest du lieber Sophie Scholl oder Anne Frank knallen?“ Das „Schrankmädchen“ – so der Bekannte in seiner Antwort – sei ihm zu jung; das „würde nicht knallen“. Grauf erwiderte: „Eine Hure war sie natürlich trotzdem!“

### Prozesse gegenKontext
Im August 2018 verklagte Marcel Grauf die Online-Wochenzeitung Kontext auf Unterlassung und beantragte beim Landgericht Mannheim eine einstweilige Verfügung. Das Landgericht gab dem Kläger Recht, unter anderem, weil die Authentizität des 17.000 Seiten umfassenden Materials nicht sicher belegt wäre. Das Oberlandesgericht Karlsruhe kam jedoch nach einer eingehenden Untersuchung zu dem nicht mehr anfechtbaren Urteil, dass „die dem Kläger zugeschriebenen Zitate authentisch und auch die sonst beanstandeten Tatsachenbehauptungen wahr sind. Davon ausgehend überwiegt das von dem Beklagten verfolgte Informationsinteresse der Öffentlichkeit und sein Recht auf Meinungs- und Medienfreiheit, das Interesse des Klägers am Schutz seines sozialen Geltungsanspruchs sowie seiner Vertraulichkeitssphäre und seines Rechts auf informationelle Selbstbestimmung.“
Sowohl das OLG Karlsruhe als auch das inzwischen von Grauf erneut angerufene Frankfurter Landgericht halten die von Kontext zitierten Passagen für echt. Das Gericht in Karlsruhe urteilte, es spreche eine „deutlich überwiegende Wahrscheinlichkeit für die Echtheit der Chat-Protokolle“. Auch das Landgericht in Frankfurt „geht von der Authentizität der vorgelegten Facebook-Protokolle aus“, heißt es in der Urteilsschrift. Die Medien, die aufmerksam die Prozesse verfolgten und darüber berichteten, sprachen, was den Ausgang angeht, unter anderem „von einem Sieg der Pressefreiheit“.

## Veröffentlichungen (Auswahl)
- Eine notwendige Richtigstellung: Was Coudenhove-Kalergi wirklich wollte. In: Zeitschrift Neue Ordnung, IV/2015. S. 39–43